# Blutbienen
Blutbienen (Sphecodes) bilden eine Gattung in der Familie der Halictidae innerhalb der Bienen. Sie werden auf Deutsch auch Buckelbienen genannt.

## Erscheinungsbild
Die Sphecodes sind durch den wenig behaarten schwarzen Kopf und Thorax sowie das fast kahle, meistens leuchtend rote Abdomen recht auffällige Bienen. Allerdings meinen viele Laien, wenn sie Blutbienen sehen, dass es sich um Wespen handle. Nur bei wenigen Arten haben die Männchen ein schwarzes Abdomen. Die stark gebogene Basalader, bei den Weibchen das Fehlen von Sammelhaaren und bei den Männchen Filzflecken an den meist knotigen Fühlergliedern sind weitere typische Gattungsmerkmale. Die Vorderflügel haben in der Regel drei Cubitalzellen, von denen die mittlere die kleinste ist. Innerhalb der Gattung liegt die Größe der Bienen zwischen 4 und 15 mm.
Die meisten Arten können nur mit Fachliteratur und Binokular, bei Männchen nach Präparation der Genitalien, sicher bestimmt werden.

## Biologie
Blutbienen gehören zu den Kuckucksbienen. Sie bauen folglich keine eigenen Nester, sondern haben sich darauf spezialisiert, fremde Nester für die Aufzucht ihrer eigenen Brut zu nutzen. Sie dringen, teils gewaltsam, in die Nester der Wirtsbienen ein. Dabei werden manchmal die Wirte getötet, insbesondere die Wächterinnen bei eusozialen Wirten. Die Blutbienen töten die fremden Eier oder Larven, legen dann ihr eigenes Ei ab und verschließen die Zelle wieder. Bevorzugte Wirte der meisten Arten sind die Furchenbienen der Gattungen Halictus und Lasioglossum. Es gibt aber auch Blutbienenarten, die sich auf Wirte aus anderen Gattungen spezialisiert haben (z. B. Andrena). Als Kuckucksbienen besuchen sie Blüten nur zur Eigenversorgung mit Nektar.

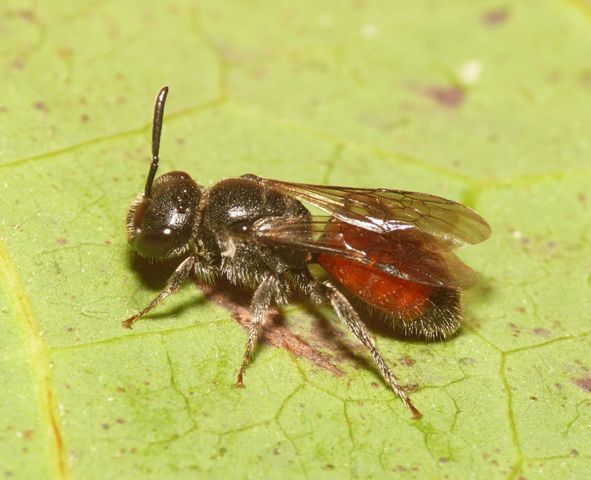
Sphecodes ephippius, Weibchen

Die Flugzeit deckt sich in der Regel mit jener der jeweiligen Wirte. Die Männchen sterben bis zum Herbst, während die begatteten Weibchen im Boden überwintern und noch bis zum Juni des Folgejahres leben. Bei einigen Arten, z. B. Sphecodes majalis, S. rubicundus, S. spinulosus, überwintern auch die Männchen; dann findet die Paarung im Frühjahr statt.

## Arten

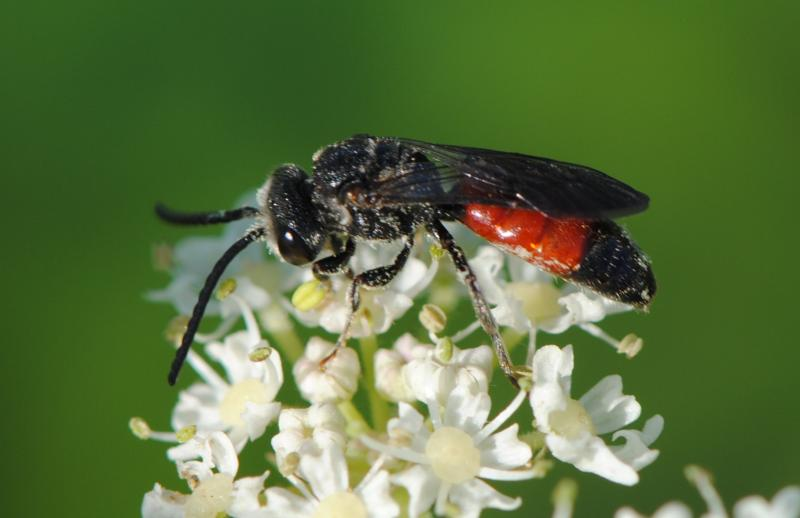
Sphecodes gibbus (Rijsenhout, Nordholland, Niederlande)

In Mitteleuropa gibt es um die 30 Blutbienenarten, aus Deutschland sind 25 Arten nachgewiesen, weltweit sind 349 Spezies in der Gattung Sphecodes bekannt.
Arten in Mitteleuropa nach
- Sphecodes albilabris (Fabricius, 1793); D, A, CH
- Sphecodes alternatus Smith, 1853; A, CH (historisch)
- Sphecodes crassanus Warncke, 1992; CH (historisch)
- Sphecodes crassus Thomson, 1870; D, A, CH
- Sphecodes cristatus Hagens, 1882; D, A, CH (historisch)
- Sphecodes croaticus Meyer, 1922; D, A, CH
- Sphecodes dusmeti Blüthgen, 1925; CH
- Sphecodes ephippius (Linnaeus, 1767); D, A, CH
- Sphecodes ferruginatus Hagens, 1882; D, A., CH
- Sphecodes geoffrellus (Kirby, 1802); D, A, CH
- Sphecodes gibbus (Linnaeus, 1758); D, A, CH
- Sphecodes hyalinatus Hagens, 1882; D, A, CH
- Sphecodes intermedius Blüthgen, 1923; A
- Sphecodes longulus Hagens, 1882; D, A, CH
- Sphecodes majalis Pérez, 1903; D, A, CH
- Sphecode marginatus Hagens, 1882; D, A, CH
- Sphecodes miniatus Hagens, 1882; D, A, CH
- Sphecodes monilicornis (Kirby, 1802); D, A, CH
- Sphecodes niger Hagens, 1874; D, A, CH
- Sphecodes nomioidis Pesenko, 1979; A (?)
- Sphecodes olivieri Lepeletier, 1825; A (?)
- Sphecodes pellucidus Smith, 1845; D, A, CH
- Sphecodes pseudofsciatus Blüthgen, 1925; D, A, CH
- Sphecodes puncticeps Thomson, 1870; D, A, CH
- Sphecodes reticulatus Thomson, 1870; D, A, CH
- Sphecodes rubicundus Hagens, 1875; D, A, CH
- Sphecodes ruficrus (Erichson, 1835); D, A, CH
- Sphecodes rufiventris (Panzer, 1798); D, A, CH
- Sphecodes scabricollis Wesmael, 1865; D, A, CH
- Sphecodes schenckii Hagens, 1882; D, A, CH
- Sphecodes spinulosus Hagens, 1875; D, A, CH
- Sphecodes zangherii Noskiewicz, 1931; CH

## Belege
1. 1 2  Solitärbienen-Arten: Blutbienen (Sphecodes). In: wildbienen.de. Abgerufen am 21. März 2023.
2. 1 2 3 4  Erwin Scheuchl, Wolfgang Willner: Taschenlexikon der Wildbienen Mitteleuropas alle Arten im Porträt. [1. Auflage]. Wiebelsheim 2016, S. 803 ff.
3. 1 2  Felix Amiet, Andreas Müller & Rainer Neumeyer: Apidae 2: Colletes, Dufourea, Hylaeus, Nomia, Nomioides, Rhophitoides, Rophites, Sphecodes, Systropha. In: Schweizerische Entomologische Gesellschaft (Hrsg.): Fauna Helvetica. 1999, S. 155.
4. 1 2  P. Westrich: Die Wildbienen Deutschlands. E. Ulmer, 2018, ISBN 978-3-8186-0123-2, S. 560.
5. ↑  Sphecodes Latreille, 1804. In: gbif.org. Abgerufen am 16. Juli 2017.
6. ↑  Sphecodes (Memento vom 24. Februar 2019 im Internet Archive)
7. ↑  Petr Bogusch, Jakob Straka: Review and identification of the cuckoo bees of central Europe (Hymenoptera: Halictidae: Sphecodes). (PDF) S. 1–41, abgerufen am 2. Dezember 2023.
8. ↑  Genus Sphecodes Latreille (Memento vom 19. Oktober 2017 im Internet Archive)